# Éghajlat

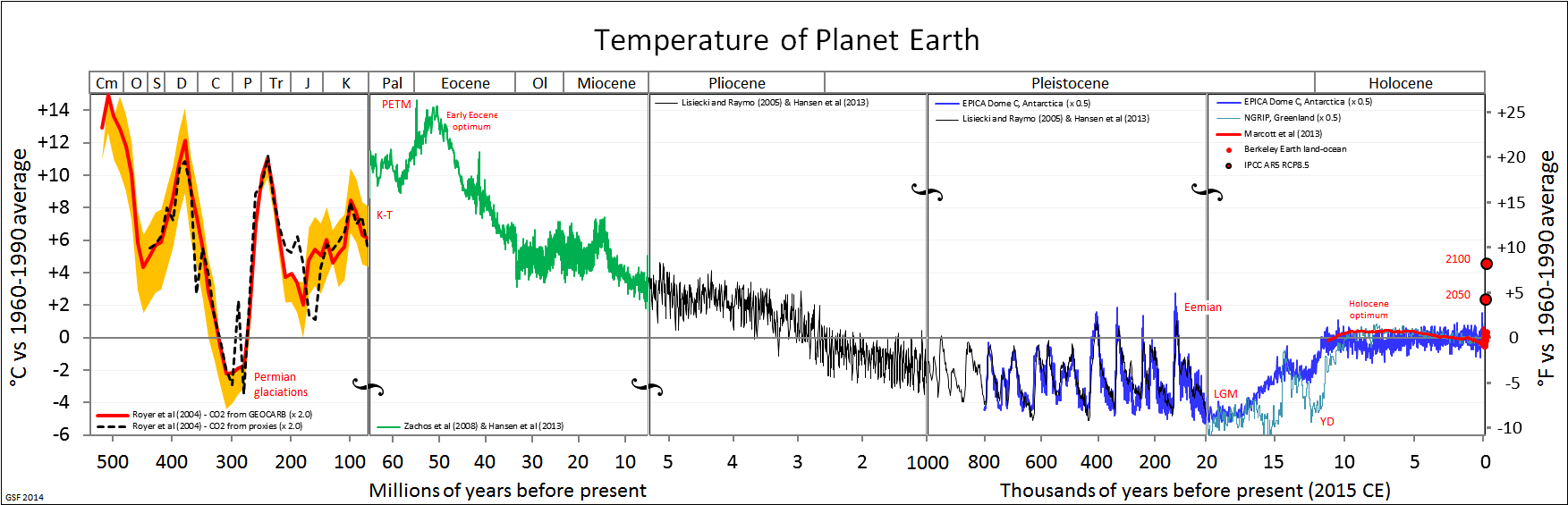
Becsült globális felszíni átlaghőmérséklet a Föld története során

Az éghajlat vagy klíma (ógörög κλίμα, klima) valamely hely hosszú távra jellemző időjárási viszonyainak összessége, az időjárás elemeinek hosszabb idejű ismétlődése. Ebben a szűk, konzervatív értelemben éghajlata csak egy-egy konkrét helynek lehet. Tágabb értelemben a szomszédos, hasonló éghajlatú helyek összevonásával beszélünk valamilyen földrajzi táj regionális éghajlatáról (például a Kárpát-medence éghajlatáról), földtörténeti kitekintésben pedig az egész légkörben közel azonos módon változó paraméterek miatt az egész Föld éghajlatáról is — ennek a globális éghajlatnak a változása napjainkban a globális felmelegedés.
Az időjárási paraméterek együttes várható értékeit statisztikailag az úgynevezett bázisidőszak sokéves átlagaival hasonlítják össze. A Meteorológiai Világszervezet (WMO) jelenleg elfogadott hivatalos bázisidőszaka az 1960-tól 1990-ig terjedő intervallum.

## Az éghajlatot befolyásoló tényezők

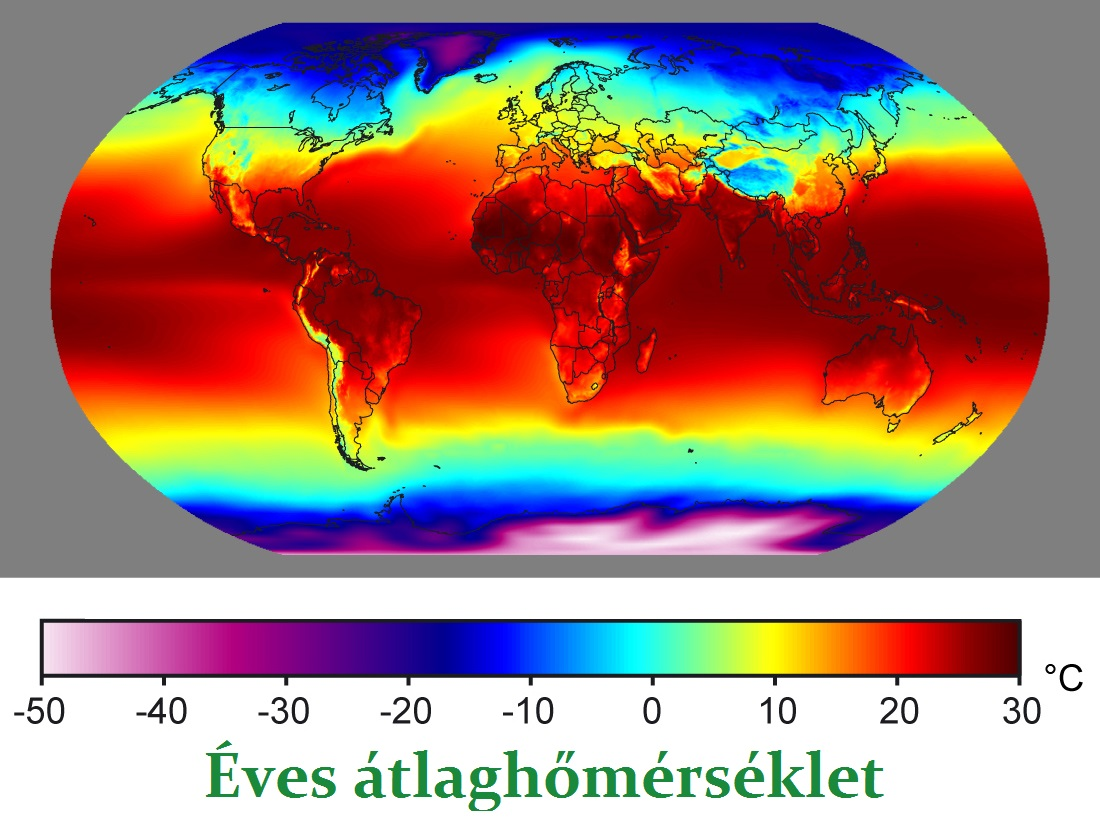
Évi középhőmérséklet a Földön

Az éghajlatot befolyásolják kozmikus tényezők (ettől függ az éghajlati övek kialakulása), természetföldrajzi tényezők és dinamikus tényezők (a levegő mozgása).
A Föld éghajlati öveinek kialakulása természeti törvényeken alapszik, a Nap sugárzási teljesítménye és Föld keringési paraméterei (lokálisan a fénysugarak beesési szöge) mellett, döntően a légkör kémiai összetétele, a bioszféra állapota és a nagy óceáni áramlatok határozzák meg.
A bioszféra részeként az emberiség is jelentősen befolyásolja az éghajlatot. A globális éghajlatváltozás lehetséges hatásaival foglalkozik a nemzetközi IPCC (Intergovernmental Panel on Climate Change) és a magyar MTA-KvVM Vahava-projekt is.
Az éghajlat alakulása az ún. GCM-ekkel (globális légkörzési vagy klímamodellekkel) tanulmányozható. A GCM modellekkel végzett nemzetközi szimulációs kísérletek eredményei az ún. klímaszcenáriók, amik közül a legismertebbek a brit és USA GCM-eken alapuló UKLO, UKHI, UKTR, GFDL, valamint az ausztrál CSIRO szcenárió. A szcenáriók általában 2050-2100 környékére határoznak meg 30-31 éves napi meteorológiai adatsorokat. Ezek természetesen nem előrejelzések, hanem meghatározott feltételekhez kötött alternatív forgatókönyvek.
A Föld egyes területeinek éghajlata különböző típusokba sorolható. Az éghajlattípusokat gyakran kapcsolják a Föld három nagy földrajzi övezetéhez (trópusi öv, mérsékelt öv és sarkvidéki öv).

## Éghajlat-osztályozó rendszerek

A havi csapadékmennyiség alakulása a Földön

A havi középhőmérséklet alakulása

### Albrecht Penck
Albrecht Penck még kizárólag a csapadékmennyiség alapján különített el három éghajlattípust:
1. nedves (humidus)
2. száraz (aridus)
3. havas (nivális)

### Köppen-osztályozás
Wladimir Köppen összetettebb osztályozása hőmérséklet- és csapadékadatokat vesz figyelembe:
1. trópusi
  1. egyenlítői
  2. trópusi monszun
  3. szavanna
2. száraz
  1. sivatagi
  2. sztyepp
3. meleg mérsékelt
  1. mediterrán
  2. nedves szubtrópusi
  3. óceáni
  4. tengeri szubarktikus
4. boreális (hideg mérsékelt)
  1. száraz kontinentális
  2. hemiboreális
  3. tajga
  4. kontinentális szubarktikus
5. hideg poláris (sarki)
  1. tundra
  2. állandó fagy

Míg a Köppen-féle osztályozás kizárólag meteorológiai adatokra épül, Glenn Trewartha rendszere a víz- és a hőellátottsági jellemzők segítségével az azonos vegetációjú területek határait jobban figyelembe véve különböztet meg 16 éghajlattípust:
1. trópusi esőerdő
2. szavanna
3. trópusi száraz szavanna
4. hűvös parti sivatag
5. szubtrópusi sztyepp
6. mediterrán
7. szubtrópusi csapadékos nyarú
8. enyhe telű óceáni
9. nedves kontinentális hosszú meleg évszakkal
10. nedves kontinentális rövid meleg évszakkal

Köppen-Geiger-féle éghajlati osztályozás. Az első betűkód az éghajlati főöv, a 2. kód a csapadéké, a 3. kód a hőmérsékleté. Lásd a lejjebb levő táblázatban

11. mérsékelt övi sztyepp
12. mérséklet övi sivatag
13. óceáni szubpoláris
14. szárazföldi szubpoláris
15. tundra
16. állandó fagy

| Af: trópusi esőerdő éghajlat Am: trópusi monszun éghajlat As: trópusi szavanna éghajlat Aw: trópusi szavanna éghajlat |  | BWh: forró sivatagi éghajlat BWk: hideg sivatagi éghajlat BSh: forró félszáraz éghajlat BSk: hideg félszáraz éghajlat |  | Csa: forró nyarú mediterrán éghajlat Csb: meleg nyarú mediterrán éghajlat Csc: hideg nyarú mediterrán éghajlat |  | Cwa: nedves szubtrópusi éghajlat Cwb: szubtrópusi hegyvidéki éghajlat Cwc: szubtrópusi hegyvidéki éghajlat |  | Cfa: nedves szubtrópusi éghajlat Cfb: óceáni éghajlat Cfc: szubpoláris óceáni éghajlat |  | Dsa: nedves kontinentális éghajlat Dsb: nedves kontinentális éghajlat Dsc: szubarktikus éghajlat Dsd: szubarktikus éghajlat |  | Dwa: nedves kontinentális éghajlat Dwb: nedves kontinentális éghajlat Dwc: szubarktikus éghajlat Dwd: szubarktikus éghajlat |  | Dfa: nedves kontinentális éghajlat Dfb: nedves kontinentális éghajlat Dfc: szubarktikus éghajlat Dfd: szubarktikus éghajlat |  | ET: tundra éghajlat EF: örök fagy éghajlat |

| A Köppen-féle térkép betűkódjai | A Köppen-féle térkép betűkódjai | A Köppen-féle térkép betűkódjai |
| főövek                          | csapadék                        | hőmérséklet                     |
| ------------------------------- | ------------------------------- | ------------------------------- |
| A: trópusi                      | W: sivatag                      | h: forró-száraz                 |
| B: száraz                       | S: sztyepp                      | k: hideg-száraz                 |
| C: meleg-mérsékelt              | f: egyenletesen nedves          | a: hosszú, forró nyár           |
| D: boreális                     | s: száraz nyár                  | b: hosszú, hűvös nyár           |
| E: poláris                      | w: száraz tél                   | c: rövid, hűvös nyár            |
|                                 | m: monszun                      | d: rövid, hűvös nyár; zord tél  |
|                                 |                                 | F: állandó jég                  |
|                                 |                                 | T: tundra                       |

### Lauer-Frankenberg
Kevéssé ismert, holisztikus megközelítést ad négy éghajlatformáló erőt együtt kezelve Lauer és Frankenberg. Négydimenziós mátrixként értelmezhető klimatológiai leírásuk alapján olyan éghajlatok is modellálhatók, amire jelenleg nincs példa a Földön, de elgondolhatók, a Föld más földtörténeti korában jelen lehettek, vagy napjaink éghajlatváltozásának következtében létrejöhetnek. 
Elméletük szerint az éghajlat a következő négy erő eredményeképpen jön létre:
1. Napsugara beesési szöge. E szempontból megkülönböztetnek egyenlítői, szubtrópusi, meleg mérsékelt övi, hideg mérsékelt övi és sarkköri beesési szöget.
2. Távolság az óceántól. E szempontból megkülönböztetnek óceáni, kontinentális és szélsőségesen kontinentális területeket.
3. Csapadékellátás. E szempontból megkülönböztetnek száraz, félszáraz, félnedves és nedves területeket.
4. Tengerszint feletti magasság.

A Lauer-Frankenberg modellt a gyakorlatban gyakran egyszerűsítve használják, így például a tengerszint feletti magasságot csak az Egyenlítő közelében veszik figyelembe. Az egyszerűsített változat alapján ma a Földön 40 éghajlati típust különböztetnek meg az állandóan fagyos éghajlaton kívül.
Példák:
- Kárpát-medencénk Alföldje (1.) meleg mérsékelt övi, (2.) kontinentális, (3.) félszáraz éghajlatú.
- A Kamerun-hegység éghajlata (1.) egyenlítői, (2.) óceáni, (3.) nedves, (4.) hegyvidéki.
- A kelet-szibériai Timir Atakh Tas városában az éghajlat (1.) sarkköri, (2.) szélsőségesen kontinentális, (3.) félnedves.

## Műholdas kép

A NASA havonkénti felvétele (bal felső sarok) a 2004-es évről